# Мусаид ибн Абдуррахман Аль Сауд
Мусаид ибн Абдуррахман Аль Сауд (араб. مساعد بن عبد الرحمن بن فيصل آل سعود‎; 1922, Эр-Рияд — 1992, Эр-Рияд) — саудовский принц и политик, младший брат короля Абдул-Азиза.

## Биография
Был сыном эмира Абдуррахмана ибн Фейсала Аль Сауда и одной из его жён Амши бинт Фарадж Аль Аджран Аль Халиди.
Начал политическую карьеру в правление старшего брата Абдул-Азиза, ставшего первым королём Саудовской Аравии в 1932 году. Затем в 1954 году во время правления племянника короля Сауда он возглавил бюро по рассмотрению жалоб, а в 1955 году врзглавил его в ранге министра.
В 1960 году занимал пост министра внутренних дел.
С 1962 по 1975 годы был министром финансов Саудовской Аравии.
Скончался в 1992 году в возрасте 70 лет. После его смерти его личная библиотека, которая состояла из редких книг, была передана в дар библиотеке Исламского университета имама Мухаммада бин Сауда.

## Семья
У него было 4 жены, от которых было 16 детей. 